# USAC-Saison 1977

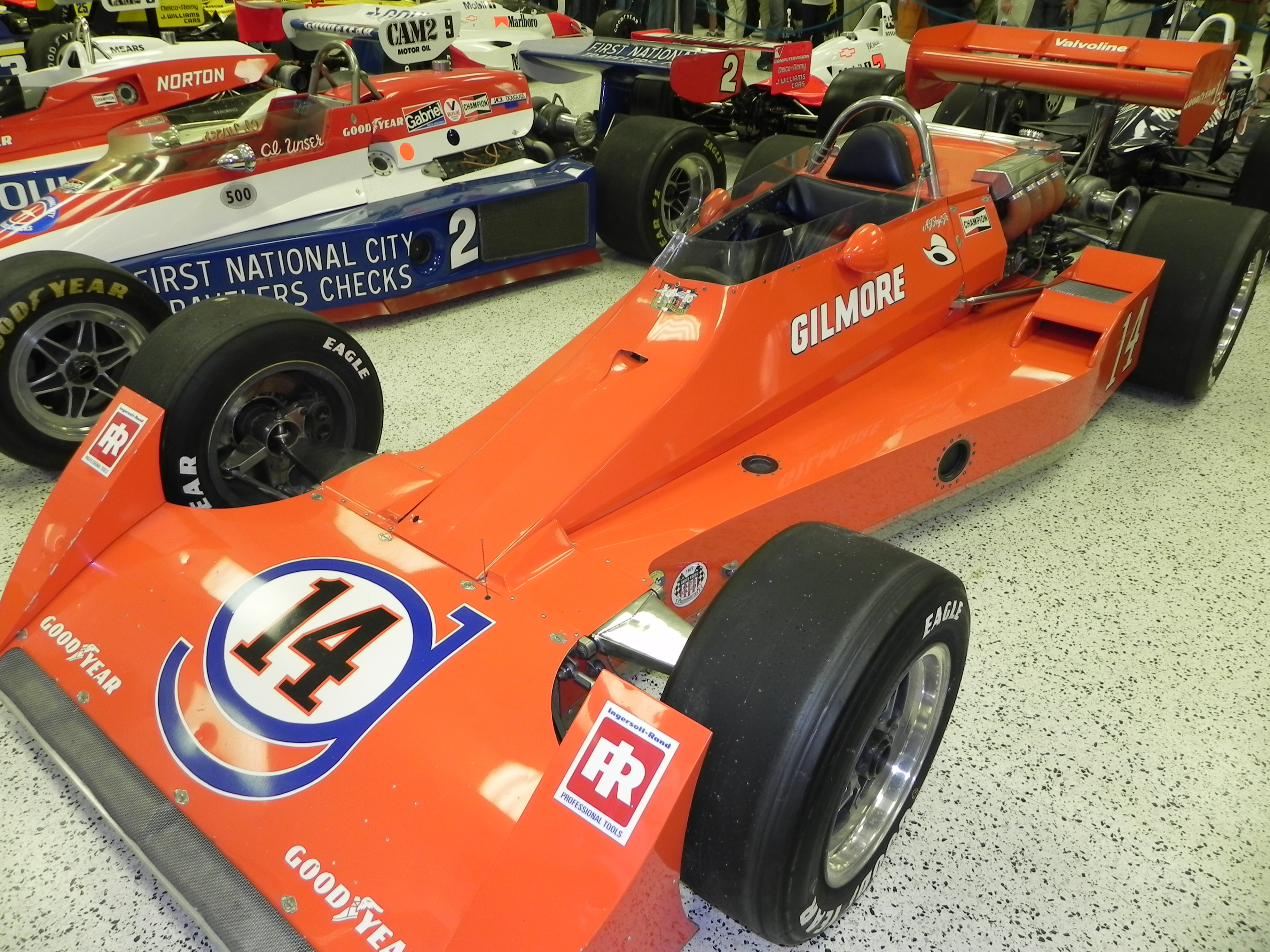
A. J. Foyt gewann das Indy 500

Die USAC-Saison 1977 war die 56. Meisterschaftssaison im US-amerikanischen Formelsport. Sie begann am 6. März in Ontario und endete am 29. Oktober in Phoenix. Tom Sneva sicherte sich den Titel.

## Rennergebnisse
Erstmals seit 1970 wurde wieder ein Rennen auf einem Straßenkurs ausgetragen.
| Nr. | Datum         | Veranstaltung (Rennstrecke)                                          | Meilen  | Sieger               | Siegerteam        |
| --- | ------------- | -------------------------------------------------------------------- | ------- | -------------------- | ----------------- |
| 1   | 06. März      | Datsun Twin 200s (Ontario Motor Speedway) (O)                        | 200     | A.J. Foyt            | Coyote-Foyt       |
| 2   | 27. März      | Jimmy Bryan 150 (Phoenix International Raceway) (O)                  | 150     | Johnny Rutherford    | McLaren-Cosworth  |
| 3   | 02. April     | Texas Grand Prix (Texas World Speedway) (O)                          | 200     | Tom Sneva            | McLaren-Cosworth  |
| 4   | 30. April     | Trenton 200 (Trenton International Speedway) (O)                     | 201     | Wally Dallenbach sr. | Wildcat-DGS       |
| 5   | 30. Mai       | International 500 Mile Sweepstakes (Indianapolis Motor Speedway) (O) | 500     | A.J. Foyt            | Coyote-Foyt       |
| 6   | 12. Juni      | Rex Mays Classic (The Milwaukee Mile) (O)                            | 150     | Johnny Rutherford    | McLaren-Cosworth  |
| 7   | 26. Juni      | Schaefer 500 (Pocono International Raceway) (O)                      | 500     | Tom Sneva            | McLaren-Cosworth  |
| 8   | 03. Juli      | Molson Diamond Indy (Mosport Park) (P)                               | 184,425 | A.J. Foyt            | Coyote-Foyt       |
| 9   | 17. Juli      | Norton 200 (Michigan International Speedway) (O)                     | 200     | Danny Ongais         | Parnelli-Cosworth |
| 10  | 31. Juli      | American Parts 200 (Texas World Speedway) (O)                        | 200     | Johnny Rutherford    | McLaren-Cosworth  |
| 11  | 21. August    | Tony Bettenhausen 200 (The Milwaukee Mile) (O)                       | 200     | Johnny Rutherford    | McLaren-Cosworth  |
| 12  | 04. September | California 500 (Ontario Motor Speedway) (O)                          | 500     | Al Unser             | Parnelli-Cosworth |
| 13  | 17. September | Michigan 150 (Michigan International Speedway) (O)                   | 150     | Gordon Johncock      | Wildcat-DGS       |
| 14  | 29. Oktober   | Bobby Ball 150 (Phoenix International Raceway) (O)                   | 150     | Gordon Johncock      | Wildcat-DGS       |

- Erklärung: O: Oval, P: permanenter Straßenkurs

## Fahrer-Meisterschaft (Top 10)
| 1. | Tom Sneva         | 3965 |
| 2. | Al Unser          | 3030 |
| 3. | Johnny Rutherford | 2840 |
| 3. | A.J. Foyt         | 2840 |
| 5. | Gordon Johncock   | 2830 |

| 6.  | Wally Dallenbach sr. | 2635 |
| 7.  | Mario Andretti       | 1580 |
| 8.  | Pancho Carter        | 1420 |
| 9.  | Tom Bigelow          | 1370 |
| 10. | Mike Mosley          | 1030 |